# Dasychira gonophoroides
Dasychira gonophoroides är en fjärilsart som beskrevs av Collenette 1939. Dasychira gonophoroides ingår i släktet Dasychira och familjen tofsspinnare. Inga underarter finns listade i Catalogue of Life.